# Sébastien Loeb
Sébastien Loeb, född 26 februari 1974 i Haguenau i Frankrike är en fransk professionell rallyförare som kör för M-Sport Ford WRT i WRC.
Loeb är tidernas mest vinstrika rallyförare med 80 segrar och nio världsmästartitlar i rad, mellan 2004 och 2012, tillsammans med sin kartläsare Daniel Elena. 
Han körde delar av 15 säsonger under 18 år i Citroën i WRC och har stor del i Citroëns framgångar i WRC.
Loeb tävlade under 2022 för M-Sport (Ford) och vann premiärtävlingen Monte Carlo Rallyt 2022 tillsammans med sin nya co-driver Isabelle Galmiche, som är matematiklärare till yrket. Det var första WRC-tävlingen med hybridbilar och Loeb tog en historisk 80:e seger. Han tangerade då Sébastien Ogiers rekord genom sin åttonde Monte-Carloseger.

## Karriär

### WRC

#### Citroën
Loeb satte rekord år 2005 genom att vinna tio rallyn i världsmästerskapet under en och samma säsong, varav sex i rad. 2008 bättrade han sitt eget rekord genom att vinna elva rallyn. Totalt har han vunnit 78 rallyn i WRC vilket är flest av alla genom tiderna.
Loeb har ett förflutet inom gymnastik där han tävlade på elitnivå innan han började med rally. Han vann fem guldmedaljer i  olika franska juniormästerskap i gymnastik innan han fyllde 15 år, och tog en femteplats som senior i franska mästerskapet i gymnastik. När han vann sin första världsmästartitel i rally 2004, gjorde han en berömd backflip på podiet.
2006 körde han för privatteamet Kronos-Citroën då fabriksteamet Citroën tagit ett sabbatsår för att utveckla sin nya modell, C4. I september bröt han armen i en mountainbikeolycka och missade de fyra sista deltävlingarna i Turkiet, Australien, Nya Zeeland och Storbritannien, vilket gav Marcus Grönholm stor chans att bli världsmästare. Grönholm vann i Turkiet, och var tvungen att ta minst en tredjeplats i Australien för att hålla titelchanserna vid liv. Han blev bara femma, vilket gjorde att Loeb, trots att han dittills missat två deltävlingar, ändå blev världsmästare med två deltävlingar kvar. Grönholm vann de två sista tävlingarna i Nya Zeeland och Storbritannien, och var till slut en poäng ifrån titeln. Loeb blev världsmästare med 112 poäng mot Grönholms 111, trots att han körde fyra tävlingar mindre.
2012 körde han för första gången rallycross när han deltog i X Games i Los Angeles, som han vann överlägset före tvåan Ken Block och trean Brian Deegan.
2012 var Loebs sista fulla säsong i WRC och 2013 skulle han endast delta i fyra rallyn: Rallye Monte-Carlo, Svenska rallyt, Rally Argentina och Rallye de France Alsace i Haguenau, Loebs hemstad. Emellertid körde han av den sista dagen av Rallye de France Alsace på sträcka 15.
Loeb gjorde tillfällig comeback 2015 efter två års frånvaro, då han körde Monte-Carlorallyt för Citroën.
Under 2018 gjorde han en ny comeback då han kör för Citroën under Rally Mexico, Tour de Corse och Rally de Catalunya. Eftersom bilarna startar efter nuvarande ställning i VM, gynnades han i Mexico av en bra startposition längre ner i fältet när de första bilarna kört bort lösgruset på vägen. Trots ett misstag som gjorde att han gick miste om att gå upp i ledning, vann Loeb två sträckor och låg tvåa efter Rally Mexicos första dag, drygt fem år efter sin senaste start i ett grusrally i WRC. Under rallyts andra dag vann han en till sträcka och gick upp i ledning, innan han punkterade och tappade över två minuter på att byta däck och slutade på femte plats.

#### Hyundai
Inför 2019 skrev han på ett kontrakt för att köra utvalda tävlingar i WRC för Hyundai Shell WRT.

## Privatliv
Loeb är gift med Séverine, som sköter Loeb Events hospitality under tävlingar och har också gjort flera starter som kartläsare för Loeb i mindre tävlingar. Tillsammans har de en dotter, Valentine, och bor i Lausanne, Schweiz.
Den 27 maj 2009 blev han dubbad till riddare av hederslegionen (Légion d'honneur) av dåvarande franska presidenten Nicolas Sarkozy. Loeb är medlem av "Champions of Peace", en klubb med 54 elitidrottare som medlemmar som ska verka för fred genom sport.
Milestone utgav 2016 ett spel i hans namn, Sébastien Loeb Rally Evo.

## Vinster iWRC[23]
| Säsong | Rally | Kartläsare        | Bil               |
| ------ | --- | ----------------- | ----------------- |
| 2002   | ADAC Rallye Deutschland | Daniel Elena      | Citroën Xsara WRC |
| 2003   | Rallye Monte-Carlo ADAC Rallye Deutschland Rallye Sanremo | Daniel Elena      | Citroën Xsara WRC |
| 2004   | Rallye Monte-Carlo Svenska rallyt Cyprus Rally Rally Turkey ADAC Rallye Deutschland Rally Australia | Daniel Elena      | Citroën Xsara WRC |
| 2005   | Rallye Monte-Carlo Rally New Zealand Rally Italia Sardegna Cyprus Rally Rally Turkey Acropolis Rally Rally Argentina ADAC Rallye Deutschland Tour de Corse Rally de Catalunya                                      | Daniel Elena      | Citroën Xsara WRC |
| 2006   | Rally Guanajuato Mexico Rally de Catalunya Tour de Corse Rally Argentina Rally Italia Sardegna ADAC Rallye Deutschland Rally Japan Cyprus Rally                                                                    | Daniel Elena      | Citroën Xsara WRC |
| 2007   | Rallye Monte-Carlo Rally Guanajuato Mexico Vodafone Rally de Portugal Rally Argentina ADAC Rallye Deutschland Rally de Catalunya Tour de Corse Rally Ireland                                                       | Daniel Elena      | Citroën C4 WRC    |
| 2008   | Rallye Monte-Carlo Rally Guanajuato Mexico Rally Argentina Rally Italia Sardegna Acropolis Rally Neste Oil Rally Finland ADAC Rallye Deutschland Rally New Zealand Rally de Catalunya Tour de Corse Wales Rally GB | Daniel Elena      | Citroën C4 WRC    |
| 2009   | Rally Ireland Rally Norway Cyprus Rally Vodafone Rally de Portugal Rally Argentina Rally de Catalunya Wales Rally GB                                                                                               | Daniel Elena      | Citroën C4 WRC    |
| 2010   | Rally Guanajuato Mexico Jordan Rally Rally Turkey Rally Bulgaria ADAC Rallye Deutschland Rallye de France Alsace Rally de Catalunya Wales Rally GB                                                                 | Daniel Elena      | Citroën C4 WRC    |
| 2011   | Rally Guanajuato Mexico Rally Italia Sardegna Rally Argentina Neste Oil Rally Finland Rally de Catalunya | Daniel Elena      | Citroën DS3 WRC   |
| 2012   | Rallye Monte-Carlo Rally Guanajuato Mexico Rally Argentina Acropolis Rally Rally New Zealand Neste Oil Rally Finland ADAC Rallye Deutschland Rallye de France Alsace Rally de Catalunya                            | Daniel Elena      | Citroën DS3 WRC   |
| 2013   | Rallye Monte-Carlo Rally Argentina | Daniel Elena      | Citroën DS3 WRC   |
| 2018   | Rally de Catalunya | Daniel Elena      | Citroën C3 WRC    |
| 2022   | Rallye Monte-Carlo | Isabelle Galmiche | Ford Puma Rally1  |

## Statistik
- 1998: Två segrar i Trophée Citroën Saxo Kit Car ("Citroën Saxo Trophy").[24]
- 1999: Trophée Citroën Saxo Kit Car-mästare.[24] VM-debut med Citroën Saxo Kit Car i Rally de Catalunya.
- 2000: Mästare i franska grusmästerskapet för 2WD, Championnat de France des rallyes Terre 2 roues motrices. VM-debut i huvudklassen WRC (World Rally Car), Tour de Corse och Rallye Sanremo med en Toyota Corolla WRC.
- 2001: 1:a i FIA Super 1600-mästerskapet med Citroën (2WD). Första pallplatsen i huvudklassen, tvåa i Rallye Sanremo med en Citroën Xsara WRC.
- 2002: Tar sin första WRC-seger i Tyskland med Citroën.
- 2003: Tvåa i VM med tre vinster i Citroën.
- 2004: Världsmästare med tio vinster för Citroën.
- 2005: Världsmästare för andra gången med Citroën, rekord med 10 vinster på en säsong varav sex i rad.
- 2006: Förste man att vinna VM med ett privatteam, Kronos-Citroën, sedan 1981. Mästare för tredje gången trots fyra mindre körda tävlingar än konkurrenterna på grund av en bruten arm. Vinner VM med en poängs marginal till Marcus Grönholm.
- 2007: Säkrar VM-titeln i årets sista rally före Marcus Grönholm.
- 2008: Blir världsmästare för femte året i rad. Nytt rekord med 11 vinster på en säsong.
- 2009: Blir världsmästare för sjätte året i rad.
- 2010: Blir världsmästare för sjunde året i rad.
- 2011: Blir världsmästare för åttonde året i rad.
- 2012: Blir världsmästare för nionde året i rad. Vinner Rallycrossdelen i X Games.

### Andraplatser
| Nr | Rally          | År   |
| -- | -------------- | ---- |
| 1  | Monaco         | 2002 |
| 2  | Australien     | 2003 |
| 3  | Spanien        | 2003 |
| 4  | Storbritannien | 2003 |
| 5  | Grekland       | 2004 |
| 6  | Argentina      | 2004 |
| 7  | Japan          | 2004 |
| 8  | Storbritannien | 2004 |
| 9  | Italien        | 2004 |
| 10 | Frankrike      | 2004 |
| 11 | Finland        | 2005 |
| 12 | Japan          | 2005 |
| 13 | Monaco         | 2006 |
| 14 | Sverige        | 2006 |
| 15 | Grekland       | 2006 |
| 16 | Finland        | 2006 |
| 17 | Sverige        | 2007 |
| 18 | Grekland       | 2007 |
| 19 | Nya Zeeland    | 2007 |
| 20 | Sverige        | 2010 |
| 21 | Portugal       | 2010 |
| 22 | Portugal       | 2011 |
| 23 | Grekland       | 2011 |
| 24 | Tyskland       | 2011 |
| 25 | Storbritannien | 2012 |
| 26 | Sverige        | 2012 |